# Pontiac Catalina
La Catalina est une automobile de grande taille de type full-size produite par la filiale Pontiac de General Motors. Elle était au départ une variante de la Pontiac Chieftain Eight de 1950, et s'en sépara en 1959 pour devenir l'entrée de gamme full-size de chez Pontiac. Elle fut aussi connue au Canada sous le nom de Pontiac Laurentian, bien que ses éléments de suspension et le châssis soient fabriqués par Chevrolet.
La production de la Catalina se divise en sept générations, conservant toujours son statut de full-size.